# Оліготрофи
Оліготро́фи — рослини, а також мікроорганізми, що живуть на ґрунтах (або у водоймах) з низьким вмістом поживних речовин, наприклад, в напівпустелях, сухих степах, на верхових болотах.
Назва походить від дав.-гр. ὀλίγος — «незначний» і τροφή — «живлення».